# 21. etape af Vuelta a España 2021
21. etape af Vuelta a España 2021 er en 33,7 km lang enkeltstart, som køres den 5. september 2021 med start i Padrón og mål i Santiago de Compostela.

## Resultater

### Etaperesultat
| \| Etaperesultat \| Etaperesultat \| Etaperesultat \| Etaperesultat \| Etaperesultat \| \| Rytter \| Rytter \| Hold \| Tid \| \| \| ------------- \| ------------------- \| --------------------- \| ------------- \| ------------- \| \| 1. \| Primož Roglič \| Jumbo-Visma \| 44' 02" \| \| \| 2. \| Magnus Cort \| EF Education-Nippo \| + 14" \| \| \| 3. \| Thymen Arensman \| Team DSM \| + 52" \| \| \| 4. \| Josef Černý \| Deceuninck-Quick Step \| + 1' 16" \| \| \| 5. \| Chad Haga \| Team DSM \| + 1' 43" \| \| \| 6. \| Egan Bernal \| Ineos Grenadiers \| + 1' 49" \| \| \| 7. \| Felix Großschartner \| Bora-Hansgrohe \| + 1' 52" \| \| \| 8. \| Steven Kruijswijk \| Jumbo-Visma \| + 1' 52" \| \| \| 9. \| Enric Mas \| Movistar Team \| + 2' 04" \| \| \| 10. \| Jon Izagirre \| Astana-Premier Tech \| + 2' 06" \| \| |                     |                       |          |
| |                     |                       |          |
| Kilde: ProCyclingStats |                     |                       |          |
| Etaperesultat |                     |                       |          |
| Rytter | Rytter              | Hold                  | Tid      |
| 1. | Primož Roglič       | Jumbo-Visma           | 44' 02"  |
| 2. | Magnus Cort         | EF Education-Nippo    | + 14"    |
| 3. | Thymen Arensman     | Team DSM              | + 52"    |
| 4. | Josef Černý         | Deceuninck-Quick Step | + 1' 16" |
| 5. | Chad Haga           | Team DSM              | + 1' 43" |
| 6. | Egan Bernal         | Ineos Grenadiers      | + 1' 49" |
| 7. | Felix Großschartner | Bora-Hansgrohe        | + 1' 52" |
| 8. | Steven Kruijswijk   | Jumbo-Visma           | + 1' 52" |
| 9. | Enric Mas           | Movistar Team         | + 2' 04" |
| 10. | Jon Izagirre        | Astana-Premier Tech   | + 2' 06" |

### Klassement efter etapen
| \| Samlede stilling \| Samlede stilling \| Samlede stilling \| Samlede stilling \| Samlede stilling \| \| Rytter \| Rytter \| Hold \| Tid \| \| \| ---------------- \| ------------------- \| ------------------ \| ---------------- \| ---------------- \| \| 1. \| Primož Roglič \| Jumbo-Visma \| 83t 55' 29" \| \| \| 2. \| Enric Mas \| Movistar Team \| + 4' 42" \| \| \| 3. \| Jack Haig \| Bahrain Victorious \| + 7' 40" \| \| \| 4. \| Adam Yates \| Ineos Grenadiers \| + 9' 06" \| \| \| 5. \| Gino Mäder \| Bahrain Victorious \| + 11' 33" \| \| \| 6. \| Egan Bernal \| Ineos Grenadiers \| + 13' 27" \| \| \| 7. \| David de la Cruz \| UAE Team Emirates \| + 18' 33" \| \| \| 8. \| Sepp Kuss \| Jumbo-Visma \| + 18' 55" \| \| \| 9. \| Guillaume Martin \| Cofidis \| + 20' 27" \| \| \| 10. \| Felix Großschartner \| Bora-Hansgrohe \| + 22' 22" \| \| |                     |                    |             |
| |                     |                    |             |
| Kilde: ProCyclingStats |                     |                    |             |
| Samlede stilling |                     |                    |             |
| Rytter | Rytter              | Hold               | Tid         |
| 1. | Primož Roglič       | Jumbo-Visma        | 83t 55' 29" |
| 2. | Enric Mas           | Movistar Team      | + 4' 42"    |
| 3. | Jack Haig           | Bahrain Victorious | + 7' 40"    |
| 4. | Adam Yates          | Ineos Grenadiers   | + 9' 06"    |
| 5. | Gino Mäder          | Bahrain Victorious | + 11' 33"   |
| 6. | Egan Bernal         | Ineos Grenadiers   | + 13' 27"   |
| 7. | David de la Cruz    | UAE Team Emirates  | + 18' 33"   |
| 8. | Sepp Kuss           | Jumbo-Visma        | + 18' 55"   |
| 9. | Guillaume Martin    | Cofidis            | + 20' 27"   |
| 10. | Felix Großschartner | Bora-Hansgrohe     | + 22' 22"   |

| Pointkonkurrence | Pointkonkurrence | Pointkonkurrence      | Pointkonkurrence | Pointkonkurrence |
| Rytter           | Rytter           | Hold                  | Point            |                  |
| ---------------- | ---------------- | --------------------- | ---------------- | ---------------- |
| 1.               | Fabio Jakobsen   | Deceuninck-Quick Step | 250 point        |                  |
| 2.               | Primož Roglič    | Jumbo-Visma           | 199 point        |                  |
| 3.               | Magnus Cort      | EF Education-Nippo    | 161 point        |                  |
| 4.               | Matteo Trentin   | UAE Team Emirates     | 145 point        |                  |
| 5.               | Enric Mas        | Movistar Team         | 120 point        |                  |
| 6.               | Alberto Dainese  | Team DSM              | 120 point        |                  |
| 7.               | Michael Matthews | BikeExchange          | 114 point        |                  |
| 8.               | Andrea Bagioli   | Deceuninck-Quick Step | 101 point        |                  |
| 9.               | Egan Bernal      | Ineos Grenadiers      | 96 point         |                  |
| 10.              | Arnaud Démare    | Groupama-FDJ          | 91 point         |                  |

| Pointkonkurrence | Pointkonkurrence | Pointkonkurrence      | Pointkonkurrence | Pointkonkurrence |
| Rytter           | Rytter           | Hold                  | Point            |                  |
| ---------------- | ---------------- | --------------------- | ---------------- | ---------------- |
| 1.               | Fabio Jakobsen   | Deceuninck-Quick Step | 250 point        |                  |
| 2.               | Primož Roglič    | Jumbo-Visma           | 199 point        |                  |
| 3.               | Magnus Cort      | EF Education-Nippo    | 161 point        |                  |
| 4.               | Matteo Trentin   | UAE Team Emirates     | 145 point        |                  |
| 5.               | Enric Mas        | Movistar Team         | 120 point        |                  |
| 6.               | Alberto Dainese  | Team DSM              | 120 point        |                  |
| 7.               | Michael Matthews | BikeExchange          | 114 point        |                  |
| 8.               | Andrea Bagioli   | Deceuninck-Quick Step | 101 point        |                  |
| 9.               | Egan Bernal      | Ineos Grenadiers      | 96 point         |                  |
| 10.              | Arnaud Démare    | Groupama-FDJ          | 91 point         |                  |

| Bjergkonkurrence | Bjergkonkurrence | Bjergkonkurrence   | Bjergkonkurrence | Bjergkonkurrence |
| Rytter           | Rytter           | Hold               | Point            |                  |
| ---------------- | ---------------- | ------------------ | ---------------- | ---------------- |
| 1.               | Michael Storer   | Team DSM           | 80 point         |                  |
| 2.               | Romain Bardet    | Team DSM           | 61 point         |                  |
| 3.               | Primož Roglič    | Jumbo-Visma        | 51 point         |                  |
| 4.               | Damiano Caruso   | Bahrain Victorious | 33 point         |                  |
| 5.               | Rafał Majka      | UAE Team Emirates  | 33 point         |                  |
| 6.               | Jack Haig        | Bahrain Victorious | 23 point         |                  |
| 7.               | Sepp Kuss        | Jumbo-Visma        | 19 point         |                  |
| 8.               | Enric Mas        | Movistar Team      | 17 point         |                  |
| 9.               | Egan Bernal      | Ineos Grenadiers   | 16 point         |                  |
| 10.              | Fabio Aru        | Qhubeka NextHash   | 16 point         |                  |

| Bjergkonkurrence | Bjergkonkurrence | Bjergkonkurrence   | Bjergkonkurrence | Bjergkonkurrence |
| Rytter           | Rytter           | Hold               | Point            |                  |
| ---------------- | ---------------- | ------------------ | ---------------- | ---------------- |
| 1.               | Michael Storer   | Team DSM           | 80 point         |                  |
| 2.               | Romain Bardet    | Team DSM           | 61 point         |                  |
| 3.               | Primož Roglič    | Jumbo-Visma        | 51 point         |                  |
| 4.               | Damiano Caruso   | Bahrain Victorious | 33 point         |                  |
| 5.               | Rafał Majka      | UAE Team Emirates  | 33 point         |                  |
| 6.               | Jack Haig        | Bahrain Victorious | 23 point         |                  |
| 7.               | Sepp Kuss        | Jumbo-Visma        | 19 point         |                  |
| 8.               | Enric Mas        | Movistar Team      | 17 point         |                  |
| 9.               | Egan Bernal      | Ineos Grenadiers   | 16 point         |                  |
| 10.              | Fabio Aru        | Qhubeka NextHash   | 16 point         |                  |

| Ungdomskonkurrence | Ungdomskonkurrence       | Ungdomskonkurrence     | Ungdomskonkurrence | Ungdomskonkurrence |
| Rytter             | Rytter                   | Hold                   | Tid                |                    |
| ------------------ | ------------------------ | ---------------------- | ------------------ | ------------------ |
| 1.                 | Gino Mäder               | Bahrain Victorious     | 84t 07' 02"        |                    |
| 2.                 | Egan Bernal              | Ineos Grenadiers       | + 1' 54"           |                    |
| 3.                 | Juan Pedro López         | Trek-Segafredo         | + 19' 48"          |                    |
| 4.                 | Rémy Rochas              | Cofidis                | + 40' 59"          |                    |
| 5.                 | Clément Champoussin      | AG2R Citroën Team      | + 45' 56"          |                    |
| 6.                 | Steff Cras               | Lotto-Soudal           | + 1t 10' 33"       |                    |
| 7.                 | Jefferson Alveiro Cepeda | Caja Rural-Seguros RGA | + 1t 47' 21"       |                    |
| 8.                 | Pavel Sivakov            | Ineos Grenadiers       | + 1t 53' 14"       |                    |
| 9.                 | Gotzon Martín            | Euskaltel-Euskadi      | + 1t 59' 06"       |                    |
| 10.                | Michael Storer           | Team DSM               | + 2t 11' 12"       |                    |

| Ungdomskonkurrence | Ungdomskonkurrence       | Ungdomskonkurrence     | Ungdomskonkurrence | Ungdomskonkurrence |
| Rytter             | Rytter                   | Hold                   | Tid                |                    |
| ------------------ | ------------------------ | ---------------------- | ------------------ | ------------------ |
| 1.                 | Gino Mäder               | Bahrain Victorious     | 84t 07' 02"        |                    |
| 2.                 | Egan Bernal              | Ineos Grenadiers       | + 1' 54"           |                    |
| 3.                 | Juan Pedro López         | Trek-Segafredo         | + 19' 48"          |                    |
| 4.                 | Rémy Rochas              | Cofidis                | + 40' 59"          |                    |
| 5.                 | Clément Champoussin      | AG2R Citroën Team      | + 45' 56"          |                    |
| 6.                 | Steff Cras               | Lotto-Soudal           | + 1t 10' 33"       |                    |
| 7.                 | Jefferson Alveiro Cepeda | Caja Rural-Seguros RGA | + 1t 47' 21"       |                    |
| 8.                 | Pavel Sivakov            | Ineos Grenadiers       | + 1t 53' 14"       |                    |
| 9.                 | Gotzon Martín            | Euskaltel-Euskadi      | + 1t 59' 06"       |                    |
| 10.                | Michael Storer           | Team DSM               | + 2t 11' 12"       |                    |

| Holdkonkurrence | Holdkonkurrence                    | Holdkonkurrence | Holdkonkurrence |
| Hold            | Hold                               | Tid             |                 |
| --------------- | ---------------------------------- | --------------- | --------------- |
| 1.              | Bahrain Victorious                 | 252t 19' 35"    |                 |
| 2.              | Jumbo-Visma                        | + 7' 26"        |                 |
| 3.              | Ineos Grenadiers                   | + 32' 18"       |                 |
| 4.              | UAE Team Emirates                  | + 1t 05' 10"    |                 |
| 5.              | Intermarché-Wanty-Gobert Matériaux | + 1t 15' 05"    |                 |
| 6.              | Movistar Team                      | + 1t 17' 16"    |                 |
| 7.              | AG2R Citroën Team                  | + 1t 43' 04"    |                 |
| 8.              | Cofidis                            | + 2t 15' 39"    |                 |
| 9.              | Trek-Segafredo                     | + 2t 38' 20"    |                 |
| 10.             | Team DSM                           | + 2t 59' 49"    |                 |

| Holdkonkurrence | Holdkonkurrence                    | Holdkonkurrence | Holdkonkurrence |
| Hold            | Hold                               | Tid             |                 |
| --------------- | ---------------------------------- | --------------- | --------------- |
| 1.              | Bahrain Victorious                 | 252t 19' 35"    |                 |
| 2.              | Jumbo-Visma                        | + 7' 26"        |                 |
| 3.              | Ineos Grenadiers                   | + 32' 18"       |                 |
| 4.              | UAE Team Emirates                  | + 1t 05' 10"    |                 |
| 5.              | Intermarché-Wanty-Gobert Matériaux | + 1t 15' 05"    |                 |
| 6.              | Movistar Team                      | + 1t 17' 16"    |                 |
| 7.              | AG2R Citroën Team                  | + 1t 43' 04"    |                 |
| 8.              | Cofidis                            | + 2t 15' 39"    |                 |
| 9.              | Trek-Segafredo                     | + 2t 38' 20"    |                 |
| 10.             | Team DSM                           | + 2t 59' 49"    |                 |